# 長人

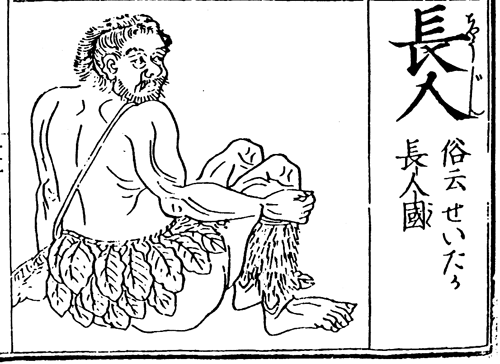
『訓蒙図彙』（1666年、日本）より「長人」

長人（ちょうじん）は中国に伝わる伝説上の人種である。大人（たいじん）とも称され、東方あるいは海にある島に住んでいるとされる。

## 概説
類書である王圻『三才図会』では、長人国は海にある島に住んでおり、長人は人間の姿をしているが、非常に大きな体格をしており、身長は3、4丈（約9 - 12メートル）もあるという巨人である。移動はとても素早く、嵐に遭遇して長人国に漂着した人物の目撃したところによると、飛ぶかのように移動していたという。日本の『和漢三才図会』や奈良絵本『異国物語』などでも、その呼称と解説とが使われている。
日本では、「せいたか」あるいは「せたか」という呼称がつけられている場合がある。『頭書増補訓蒙図彙大成』（1789年）では、長人国（ちょうじんごく）という表示に対して「せたかじま」という日本語を併記している。
古代中国の地理書『山海経』の海外東経によると、大人国は君子国の南にあるという。

## 渤海人と長人
田中俊明や李成市や古畑徹によると、八世紀の唐朝の記録には、新羅人が新羅の東北境の住民である渤海人のことを、黒毛で身を覆い、人を食らう長人、ととらえていたことをうかがわせる記述があり、この異人視は、渤海・新羅両国の没交渉からくる恐怖感であり、それだけの異域であったことの証左であり、新羅の辺境であり、渤海の辺境地帯でもある地域住民に対して、これだけの異域観がみられることは、渤海・新羅両国の乖離した意識は明確であり、渤海・新羅の同族意識はうかがいようもないと、指摘している。長人記事とは、『新唐書』巻二二〇・東夷伝・新羅、『太平広記』巻四八一・新羅条の以下の記事である。
『紀聞』などでも新羅国は東に長人国と隣接しているとされ、長人の特徴も同様に記されている。

## 長人の登場する作品
『鏡花縁』
大人国が旅の途中に舞台として登場する。身長は普通の人間より高いが「大人」というのは実際は身長が大きいことではなく、徳が高いことを示す「大人」の意味があるとして設定されている。雲に乗って歩くこともできる。雲はそれぞれ個人の「徳」によって色が分かれており、五色のものが最も尊く黒色のものが最も下等だとされるが、僧侶や金持ちに黒色の雲に乗っている者もあれば見事な五色の雲に乗っている乞食もいる。そのため、高官などは色の悪いことを恥ずかしがって移動の時に足もとに布をかぶせたりしているという。
また、長人国も旅の途中に舞台として登場する。長人たちは身長が非常に高いひとびととして登場しており、足の甲の高さだけで主人公たちの背よりも高い。
奈蒔野馬乎人『啌多雁取帳』（1783年）
喜多川歌麿の挿絵による黄表紙。主人公の金十郎が雁によってたどり着いた異国のひとつに大人国として巨大な人間たちの住む国が描かれる。
歌川国芳 朝比奈諸国廻り図（1829年）
朝比奈三郎が出会ったとされるさまざまな異国人物が描かれている錦絵。大人国という表示の下に描かれている。
昭和3年（1928年）に金の星社が出版した『ガリバー旅行記』を抄訳した児童書『大人国小人国めぐり』では、巨人の国の訳語として大人国が用いられている。

## 関連記事
- 巨人 (伝説の生物)
- 小人 (中国の伝説)
- 長股人
- 長臂人